# Патрик Пирс
Патрик Хенри Пирс (ир. Pádraig Anraí Mac Piarais; Даблин, 10. новембар 1879 — Даблин, 3. мај 1916) био је ирски наставник, адвокат, песник, писац и револуционар.

## Биографија
Рођен је у Даблину. Отац му је био вајар. За ирски језик занимање му је пробудила тетка. Са шеснаест година одлази у Галску лигу, а 1903. у 23. години живота придружује се редакcији листа An Slaidheamh Soluis (у преводу Мач светла). Противио се постојећем школском систему па је основао школу под називом Свети Енда где је предавао на енглеском и на ирском. То се показало као врло успешан експеримент.
У новембру 1913. позван је на први састанак Ирских добровољаца. Члан Ирског републиканског братства постао је 1914. године, а био је и један од петорице чланова Војног одбора. Након подизања Ускршњег устанка, проглашен је председником Републике Ирске, наравно само именом. Прочитао је Ускршњи проглас испред Главне поште у Даблину.
Кад је увидео да не могу победити, наредио је свима да се предају. Изведен је пред стрељачки вод и стрељан је у затвору Килменхем, 3. маја 1916. године, у 36. години живота.